# Dãy núi Tuyết Sơn

Bắt Tráp Thiên Sơn (北插天山), một đỉnh của dãy núi Tuyết Sơn.

Dãy núi Tuyết Sơn (tiếng Trung: 雪山山脈; bính âm: Xuěshān shānmài), là một dãy núi tại miền bắc Đài Loan. Tuyết Sơn đối diện với Dãy núi Trung ương ờ phía đông nam. Đỉnh cao nhất của dãy núi cũng mang tên là Tuyết Sơn, với độ cao 3.886 m (12.749 ft). Công viên quốc gia Tuyết Bá nằm xung quanh các đỉnh của dãy núi và núi Đại Bá Tiêm.

## Danh sách đỉnh núi
Có 54 đỉnh núi cao trên 3.000 m (9.843 ft) tại dãy núi Tuyết Sơn. Trong đó có 19 đỉnh nằm trong danh sách "100 đỉnh cao nhất Đài Loan" (台灣百岳).
- Đỉnh chính Tuyết Sơn (雪山主峰), 3.886 m (12.749 ft)
- Đỉnh Tuyết Sơn Đông (雪山東峰), 3.201 m (10.502 ft)
- Đỉnh Tuyết Sơn Bắc (雪山北峰), 3.703 m (12.149 ft)
- Đại Tuyết Sơn (大雪山), 3.530 m (11.581 ft)
- Trung Tuyết Sơn (中雪山), 3.173 m (10.410 ft)
- Hỏa Thạch Sơn (火石山), 3.310 m (10.860 ft)
- Đầu Ưng Sơn (頭鷹山), 3.510 m (11.516 ft)
- Chí Giai Dương Đại Sơn(志佳陽大山), 3.289 m (10.791 ft)
- Đại Bá Tiêm Sơn (大霸尖山), 3.490 m (11.450 ft)
- Tiểu Bá Tiêm Sơn (小霸尖山), 3.445 m (11.302 ft)
- Bạch Cô Đại Sơn (白姑大山), 3.342 m (10.965 ft)
- Y Trạch Sơn (伊澤山), 3.497 m (11.473 ft)
- Đại Kiếm Sơn (大劍山), 3.594 m (11.791 ft)
- Kiếm Sơn (劍山]), 3.253 m (10.673 ft)
- Giai Dương Sơn (佳陽山), 3.314 m (10.873 ft)
- Phẩm Điền Sơn (品田山), 3.524 m (11.562 ft)
- Trì Hữu Sơn (池有山), 3.303 m (10.837 ft)
- Đào Sơn (桃山), 3.325 m (10.909 ft)
- Khách Lạp Nghiệp Sơn (喀拉業山), 3.133 m (10.279 ft)